# Де (Китай)
Де (德) — буквально відвага або мораль. Сила, або порядок речей у всесвіті. Одна з категорій даосизму. Поняття, яке виражає Дао. Дао непізнаване, але всюдисуще. Те, про що можна говорити, називається Де (проявлена потужність). Це поняття демонструє Дао у дії, проявляє його потенційну енергію в об'єктах творіння. Якщо Дао — це тотальна суть світу, то Де — це загальний космічний принцип, що визначає для кожного об'єкта належну форму і послідовність майбутніх йому трансформацій, це втілення певного внутрішнього життєвого принципу породженого Дао, того, що зв'язує кожного з Дао, це прояв тотальної суті світу в реальності. Якщо суб'єкт або об'єкт дотримуються дао (іншими словами, діють природним чином), їх наповнює енергія (де). При цьому не йдеться про якусь силу, що прагне до насильницьких змін, що суперечило б самій суті вчення, а про природну силу, що повністю виявляє природний потенціал. За аналогією з водою, Дао подібне до потоку, силу перебігу якого представляє де.